# Carin II (schip, 1937)
De Carin II is een luxe motorjacht dat ooit van Hermann Göring was en was genoemd naar zijn overleden eerste echtgenote Carin Göring.

## Geschenk en eerbetoon
Het houten schip werd in 1936 gebouwd op de Hamburgse werf Hans Heidtmann naar een ontwerp van Karl Schulte. Het schip was 27,5 m lang, 4,85 m breed en had 1,28 m diepgang. Drie schroeven en drie dieselmotoren van Daimler-Benz stuwden het schip voort tot 14 knopen, 26 km/h. Het Verband der Automobilindustrie schonk het jacht als huwelijksgeschenk aan Hermann Göring. De tewaterlating gebeurde op 27 juni 1937 te Hamburg toen het echtpaar Emmy Göring en Hermann Göring bij de paardenrennen Deutsches Derby aanwezig waren. Hermann Göring doopte het schip Carin II naar zijn in 1931 overleden eerste echtgenote Carin Göring.
Het schip diende voor vakantiereizen en voor representatieve doeleinden. Göring voer regelmatig van Hamburg naar Sylt. De eerste staatsgast aan boord was in 1937 Benito Mussolini. De vaste bemanning bestond uit vier man, maar als het nodig was, kwam daar personeel van de Luftwaffe bij. Bij tochten op de Noordzee of de Oostzee werd de Carin II altijd begeleid door een schip van de Luftwaffe, want de Carin II was maar zeewaardig tot windkracht 6.
In juli 1938 voer Göring met de Carin II onder begeleiding van twee oorlogsschepen van de  Kriegsmarine naar de Deense havenstad Helsingør om de feestelijke opvoering van Hamlet te bezoeken. Op 22 augustus 1938 bezocht Adolf Hitler de Carin II te Eckernförde tijdens een  vlootparade van de Kriegsmarine. In juli en augustus 1939 maakte Göring een tocht van 25 dagen langs de Noordzeekust en de West-Duitse rivieren. Op 25 juli te Westerland op Sylt vergaderde de leiding van de Luftwaffe met onder meer Ernst Udet, Erhard Milch en Hans Jeschonnek op de Carin II. In de Tweede Wereldoorlog werd de Carin II niet meer gebruikt. In maart 1945 werd de Carin II van Berlin-Spandau naar Mölln verplaatst.

## HMS Royal Albert
De Britten namen de Carin II in beslag. Tijdens de capitulatie van 8 mei 1945 bevond de Carin II zich te Kiel. Bernard Montgomery maakte er in augustus 1945 een havenrondvaart mee te Kiel. De Royal Navy herdoopte het jacht als HMS Royal Albert naar Albert van Saksen-Coburg en Gotha, de echtgenoot van koningin Victoria van het Verenigd Koninkrijk. Het jacht diende als motorboot in Hamburg en Wilhelmshaven. De bemanning was Duits maar in Britse dienst. In 1948 voerde het jacht actie tegen vissers uit Helgoland die tegen het Britse verbod in hun viswateren opzochten. In 1948 en 1950 volgde een revisie en diende het jacht voor havenrondvaarten van Britse officieren in Hamburg.

## Prince Charles
Eind 1950 werd het jacht naar de Rijn gebracht te Krefeld-Uerdingen en omgedoopt tot Prince Charles voor de Britse koninklijke familie en de "Royal Navy Rhine Flotilla". De bemanning bestond uit mannen van de Royal Navy en ook Duits personeel. Gasten waren Philip Mountbatten en Prins Charles. In juni 1954 voer Margaret Windsor op het jacht. In september 1954 voer Philip Mountbatten ermee naar Bazel. Het jacht voer ook naar Londen en de Duitse bemanningsleden werden toen vervangen door Britten.

## Theresia
Tegen het einde van de jaren 50 verkreeg de weduwe Emmy Göring de teruggave van het jacht. Ze voerde aan, dat het jacht privébezit was geweest en nooit voor militaire doelen had gediend. Na de teruggave verkocht Emmy Göring het jacht op 20 oktober 1960 voor 33.000 Duitse mark aan een ondernemer van een drukkerij uit Bonn, die het jacht herdoopte in Theresia – naar zijn echtgenote – en het jacht gebruikte voor vakantiereizen. Zijn huwelijk liep op de klippen.

## Heidemann
Op 28 januari 1973 kocht de journalist Gerd Heidemann het jacht voor 160.000 Duitse mark en hij doopte ze opnieuw Carin II. Heidemann werd ook vijf jaar lang de geliefde van Edda Göring, dochter van Hermann Göring. Samen ontvingen ze op de Carin II onder anderen de generaals Karl Wolff en Wilhelm Mohnke. Volgens Heidemann herstelden de Hamburgse werven Hein Garbers en Günther Lütje het jacht in de oorspronkelijke staat. Naar eigen opgave stak Heidemann daar tot 1985 een miljoen Duitse mark in, maar de latere eigenares Sandra Simpson stelde, dat het schip vooral opgetuigd was met parafernalia van onbekende herkomst.
Omdat Heidemann niet beschikte over een vaarbrevet, lag het jacht voor anker in de Billwerder Bucht te Hamburg-Rothenburgsort. De laatste gasten aan boord waren begin april 1981 vertegenwoordigers van uitgeverij Gruner + Jahr en de hoofdredacteur geschiedenis van de Stern, Thomas Walde. Heidemann bood hen het dagboek van Hitler te koop aan. Dit bleek vervalst en Heidemann werd tot gevangenisstraf veroordeeld. In augustus  1985 dwong de Deutsche Bank een openbare verkoop af.

## Mustafa Karim
De Egyptische zakenman Dr. Mustafa Karim kocht het jacht voor 270.000 Duitse mark. Eind januari 1987 zou de Carin II naar Egypte varen. Begin februari raakte het jacht in nood voor de Libische kust en de Carin II liep de haven van Bengasi in. De Libische overheid legde het schip aan de ketting. De bemanning, waaronder de echtgenote van Karim, de Amerikaanse Sandra Simpson, werden enkele maanden opgesloten. Uiteindelijk mocht de Carin II doorvaren naar Egypte, waar ze in de haven van El Gouna ten noorden van Hurghada aan de Rode Zee kwam te liggen. Door rechtszaken in de familie van Karim werd de Carin II niet in vaart genomen.

## Terug naar Hamburg
Na de dood van Karim in 1993 verkreeg zijn weduwe pas in 2003 de eigendomsrechten over het schip. Het stond jaren te koop en in 2009 verkocht zij het jacht aan een zakenman uit Hamburg die het liet renoveren.